# Анита Гавриловић
Анита Гавриловић (Неготин, 1987) српска је уметница у области сликарства.
Члан је Удружења ликовних уметника „Луна” из Ниша и Удружења ликовних стваралаца „Милена Павловић Барили” Пожаревац.

## Биографија
Поред оца Славомира Гавриловића, који се такође бавио сликарством,  Анита је од малих ногу показала велико интересовање и таленат за уметност. На уметничкој сцени Србије активна је још од 2012. године када је имала прву колективну изложбу у Неготину, као полазник Ликовне школе Дома културе. Похађала је и уметничку школу у Нишу.
Посебну пажњу јавности је забележила циклусом „МЕТАМОРФОЗА” из 2020. године.

## Учешће на изложбама
После прве групне изложбе у Неготину, уследила су многобројна учешћа у Мајданпеку на међународној изложби „Жене сликари”. Била је део „МајданАрта” и учесник изложбе „Уметност у минијатури” у Мајданпеку, Петровцу на Млави и Београду.
Излагала је 2015. године у Франкфурту, на изложби под називом „Боје Балкана”.
У Зрењанину, била је 2020. године, учесник колективне изложбе при удружењу „Улаз”. Такође, исте године изложбе под називом „Поглед у будућност”, као и 2021. године учешће на колонији „Kатарза и еволуција свести” у Новим Kозарцима.
Више година уназад излаже на јунским и октобарским изложбама Удружења ликовних уметника „Луна” из Ниша.

## Награде и признања
На међународној изложби „Жене сликари” у Мајданпеку 2021. године похваљена је у категорији „сликарство”.
Добила је 6. маја 2020. године признање за грађанске заслуге града Kрагујевца, на изложби „Српске круне”, у манастиру Дивостин, као и бројна признања у категорији иконописа.
Додељена јој је 1. марта 2021. године функција амбасадора за културу и уметност Културног историјског центра „Српска круна” у Крагујевцу.

## Галерија
- Акт, уље на платну, 2015.
- Поглед, уље на платну, 2019.
- Еволуција свести, угљен натрон, 2020.
- Хајдук Вељко Петровић, уље на платну 2020.
- Метаморфоза ума, уље на платну, 2020.
- Метаморфоза, уље на платну, 2021.
- Породица, уље на платну, 2021.
- Расцеп, лавирани туш, 2022.
- Отуђење, уље на платну, 2022.
- Мисао I, уље на платну, 2022.
- Сагоревање I, 2022.
- Сагоревање II, 2022.
- Сагоревање V, 2022.
- Сагоревање VII, 2022.
- Сагоревање VIII, 2022.